# Chrysopathes speciosa
Chrysopathes speciosa is een Antipathariasoort uit de familie van de Cladopathidae. De wetenschappelijke naam van de soort is voor het eerst geldig gepubliceerd in 2003 door Opresko.